# США на зимових Олімпійських іграх 1924
США брала участь на перших зимових Олімпійських іграх 1924 року у місті Шамоні (Франція). Збірну країни представляли 24 спортсмени (22 чоловіки та 2 жінки) у 6 видах спорту. Прапороносцем на церемонії відкриття став хокеїст Теффі Ейбл. Американські спортсмени здобули чотири медалі: одну золоту, дві срібні та одну бронзову.

## Медалісти
| Медаль | Ім'я | Вид спорту          | Дисципліна               |
| ------ | --- | ------------------- | ------------------------ |
| Золото | Чарлз Джетроу | Ковзанярський спорт | 500 м (чоловіки)         |
| Срібло | Беатрікс Логран | Фігурне катання     | одиночне катання (жінки) |
| Срібло | Збірна США з хокею із шайбоюТеффі Ейбл Герберт Друрі Альфонс Лакруа Джон Ленглі Джон Лайонс Джастін Маккарті Віллард Райс Ірвінг Смолл Френк Сінотт | Хокей               | чоловічий турнір         |
| Бронза | Андерс Геуген | Стрибки з трампліна | нормальний трамплін      |

## Ковзанярський спорт
| Дисципліна      | Спортсмен          | Час     | Місце |
| --------------- | ------------------ | ------- | ----- |
| Чарлз Джетроу   | 500 м (чоловіки)   | 44.0    | 1     |
| Гаррі Кескі     | 500 м (чоловіки)   | 47.0    | 12    |
| Джо Мур         | 500 м (чоловіки)   | 45.6    | 8     |
| Білл Штайнмец   | 500 м (чоловіки)   | 47.8    | 14    |
| Чарлз Джетроу   | 1500 м (чоловіки)  | 2:31.6  | 8     |
| Гаррі Кескі     | 1500 м (чоловіки)  | 2:29.8  | 7     |
| Джо Мур         | 1500 м (чоловіки)  | 2:31.6  | 8     |
| Білл Штайнмец   | 1500 м (чоловіки)  | 2:36.0  | 12    |
| Валентин Біалас | 5000 м (чоловіки)  | 8:55.0  | 6     |
| Річард Донован  | 5000 м (чоловіки)  | 9:05.6  | 8     |
| Чарлз Джетроу   | 5000 м (чоловіки)  | 9:27.0  | 13    |
| Білл Штайнмец   | 5000 м (чоловіки)  | 9:35.0  | 14    |
| Валентин Біалас | 10000 м (чоловіки) | 18:34.0 | 8     |
| Річард Донован  | 10000 м (чоловіки) | 18:57.0 | 9     |
| Гаррі Кескі     | 10000 м (чоловіки) | 19:45.2 | 13    |
| Джо Мур         | 10000 м (чоловіки) | 19:36.2 | 12    |

## Лижне двоборство
| Спортсмен     | Змагання      | Стрибок з трампліну | Стрибок з трампліну | Стрибок з трампліну | Лижні перегони | Лижні перегони | Разом  | Разом |
| Спортсмен     | Змагання      | Дистанція 1         | Дистанція 2         | Бали                | Час            | Бали           | Бали   | Місце |
| ------------- | ------------- | ------------------- | ------------------- | ------------------- | -------------- | -------------- | ------ | ----- |
| Джон Карлтон  | індивідуальне | fall                | fall                | 5.833               | 1:45:49        | 4.375          | 5.104  | 22    |
| Андерс Геуген | індивідуальне | fall                | 46.0                | 11.500              | 1:55:04        | 0.000          | 5.750  | 21    |
| Рагнар Омтвет | індивідуальне | fall                | fall                | 0.000               | 2:05:03        | 0.000          | 0.000  | 23    |
| Сігурд Овербі | індивідуальне | 40.0                | 39.5                | 14.562              | 1:34:56        | 9.875          | 12.219 | 11    |

## Лижні перегони
| Спорстмени    | Дисципліна      | Дистанція | Дистанція |
| Спорстмени    | Дисципліна      | Час       | Місце     |
| ------------- | --------------- | --------- | --------- |
| Джон Карлтон  | 18 км, чоловіки | 1:45:49.8 | 30        |
| Андерс Геуген | 18 км, чоловіки | 1:55:04.2 | 33        |
| Рагнар Омтвет | 18 км, чоловіки | 2:05:03.0 | 35        |
| Сігурд Овербі | 18 км, чоловіки | 1:34:56.0 | 19        |

## Стрибки з трапліна
| Спортсмени    | Змагання            | Стрибок 1 | Стрибок 1 | Стрибок 1 | Стрибок 2 | Стрибок 2 | Разом  | Разом |
| Спортсмени    | Змагання            | Відстань  | Бали      | Місце     | Відстань  | Бали      | Разом  | Місце |
| ------------- | ------------------- | --------- | --------- | --------- | --------- | --------- | ------ | ----- |
| Лемуан Бетсон | нормальний трамплін | 43.5      | 16.208    | 13        | 42.5      | 16.192    | 16.200 | 14    |
| Андерс Геуген | нормальний трамплін | 44.0      | 18.333    | 3         | 44.5      | 17.500    | 17.917 | 3     |
| Гаррі Лієн    | нормальний трамплін | 40.0      | 15.333    | 16        | 41.5      | 14.502    | 14.918 | 16    |

## Фігурне катання
| Спортсмени                    | Змагання                  | CF | FS | Бали   | Places | Місце |
| ----------------------------- | ------------------------- | -- | -- | ------ | ------ | ----- |
| Натаніел Найлз                | чоловіче одиночне катання | 4  | 9  | 274.47 | 46     | 6     |
| Тереза Бланшар                | жіноче одиночне катання   | 4  | 4  | 249.53 | 27     | 4     |
| Беатрікс Логран               | жіноче одиночне катання   | 2  | 3  | 279.85 | 14     | 2     |
| Тереза Бланшар Натаніел Найлз | парне катання             | —  | —  | 39     | 9.07   | 6     |

## Хокей
Резюме
| Команда             | Дисципліна       | Перший раунд       | Перший раунд       | Перший раунд           | Перший раунд | Медальний раунд    | Медальний раунд    | Медальний раунд |
| Команда             | Дисципліна       | Суперник Результат | Суперник Результат | Суперник Результат     | Місце        | Суперник Результат | Суперник Результат | Місце           |
| ------------------- | ---------------- | ------------------ | ------------------ | ---------------------- | ------------ | ------------------ | ------------------ | --------------- |
| Чоловіча збірна США | Чоловічий турнір | Бельгія W 19–0     | Франція W 22–0     | Велика Британія W 11–0 | 1 Q          | Швеція W 20–0      | Канада L 1–6       | 2               |

Команда
Теффі Ейбл
Герберт Друрі
Альфонс Лакруа
Джон Ленглі
Джон Лайонс
Джастін Маккарті
Віллард Райс
Ірвінг Смолл
Френк Сінотт
Перший раунд

Група B
Дві кращі команди (виділені) вийшли до медалевого раунду.
| Команда         | GP | W | L | GF | GA |
| --------------- | -- | - | - | -- | -- |
| США             | 3  | 3 | 0 | 52 | 0  |
| Велика Британія | 3  | 2 | 1 | 34 | 16 |
| Франція         | 3  | 1 | 2 | 9  | 42 |
| Бельгія         | 3  | 0 | 3 | 8  | 45 |

| 28 січня | США     | 19:0 (9:0,6:0,4:0)  | Бельгія         |
| 30 січня | Франція | 0:22 (0:12,0:1,0:9) | США             |
| 31 січня | США     | 11:0 (6:0,2:0,3:0)  | Велика Британія |

Медальний раунд

Результати групового раунду (Канада-Швеція та США-Велика Британія) переносяться на медальний раунд.
| Команда         | GP | W | L | GF | GA |
| --------------- | -- | - | - | -- | -- |
| Канада          | 3  | 3 | 0 | 47 | 3  |
| США             | 3  | 2 | 1 | 32 | 6  |
| Велика Британія | 3  | 1 | 2 | 6  | 33 |
| Швеція          | 3  | 0 | 3 | 3  | 46 |

| 1 лютого | США    | 20:0 (5:0,7:0,8:0) | Швеція |
| 3 лютого | Канада | 6:1 (2:1,3:0,1:0)  | США    |